# Carlos Vásquez Carvajal
Carlos Vásquez Carvajal (19 de diciembre de 1982) es un deportista venezolano que compitió en taekwondo.
Ganó una medalla de bronce en el Campeonato Mundial de Taekwondo de 2005, y una medalla de plata en el Campeonato Panamericano de Taekwondo de 2010. En los Juegos Panamericanos de 2011 consiguió una medalla de plata.

## Palmarés internacional
| Campeonato Mundial      | Campeonato Mundial   | Campeonato Mundial | Campeonato Mundial |
| Año                     | Lugar                | Medalla            | Categoría          |
| ----------------------- | -------------------- | ------------------ | ------------------ |
| 2005                    | Madrid (España)      | Medalla de bronce  | –72 kg             |
| Juegos Panamericanos    |                      |                    |                    |
| Año                     | Lugar                | Medalla            | Categoría          |
| 2011                    | Guadalajara (México) | Medalla de plata   | –80 kg             |
| Campeonato Panamericano |                      |                    |                    |
| Año                     | Lugar                | Medalla            | Categoría          |
| 2010                    | Monterrey (México)   | Medalla de plata   | –80 kg             |